# Rio Guanhães
Rio Guanhães är ett vattendrag i Brasilien.   Det ligger i delstaten Minas Gerais, i den sydöstra delen av landet, 700 km sydost om huvudstaden Brasília.
Omgivningarna runt Rio Guanhães är huvudsakligen savann. Runt Rio Guanhães är det ganska glesbefolkat, med 22 invånare per kvadratkilometer.